# Fällkniven

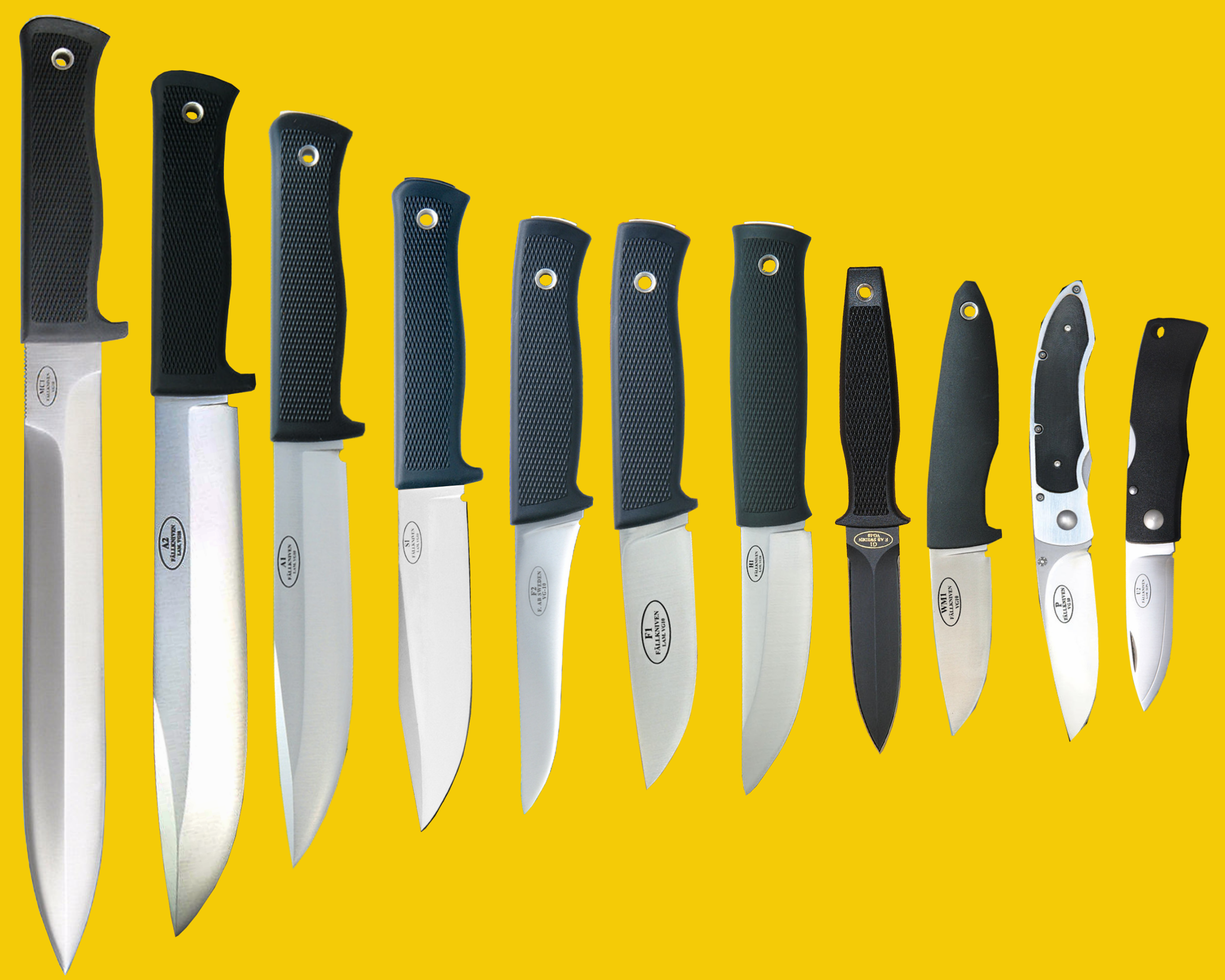
Une partie de la gamme

Fällkniven est une société familiale suédoise fondée en 1984 fabriquant des couteaux.

Le Fällkniven F1 est le couteau de survie officiel des pilotes de l'Armée de l'air suédoise depuis 1995. Il est également, avec le Fällkniven S1, testé et autorisé à l'utilisation en version noir par l'US Marine Corps et l'US Navy. Fällkniven soumet également ses couteaux à des tests de résistance à l'Université de technologie de Luleå.